# Corredor Sur
Pour les articles homonymes, voir Corredor.
Le Corredor Sur, odonyme espagnol signifiant littéralement en français « Couloir Sud », est une voie rapide du Panama permettant la traversée de la capitale Panama entre le centre-ville et le secteur de l'aéroport international de Tocumen au nord-est par le littoral. Couplée à la Cinta Costera au sud-ouest, elle est intégrée à la route panaméricaine. Elle est doublée par le Corredor Norte qui contourne la ville par le nord, à l'intérieur des terres.